# Yokosuka R2Y
Yokosuka R2Y «Keiun» (яп. 景雲 «Кеюн» («Периста хмара»)) — проєкт літака-розвідника наземного базування Імперського флоту Японії періоду Другої світової війни

## Історія проєкту
На початку війни на Тихому океані флот використовував для розвідки невеликі гідролітаки, які базувались на палубах важких військових кораблів, бомбардувальники берегового базування та важкі літаючі човни. Але проаналізувавши досвід армійського швидкісного розвідника Mitsubishi Ki-46, у 1942 році Імперський флот Японії видав специфікацію «17-Сі» на розробку подібного швидкісного розвідника, здатного тікати від винищувачів-перехоплювачів противника. Максимальна швидкість на висоті 6 000 м мала становити 575 км/год.
Розробку літака було доручено 1-му Арсеналу флоту в Йокосуці. Проєкт отримав заводське позначення Y-30 та флотське R1Y1 «Сеюн» («Блакитна хмара»). На ньому планувалось встановити нові 24-циліндрові двигуни рідинного охолодження фірми Mitsubishi потужністю 2 500 к.с. Але оскільки розробка двигуна затримувалась, було вирішено використати двигуни повітряного охолодження Mitsubishi MK10A. Але характеристики літака були нижчими за вимоги технічного завдання, і проєкт згорнули.

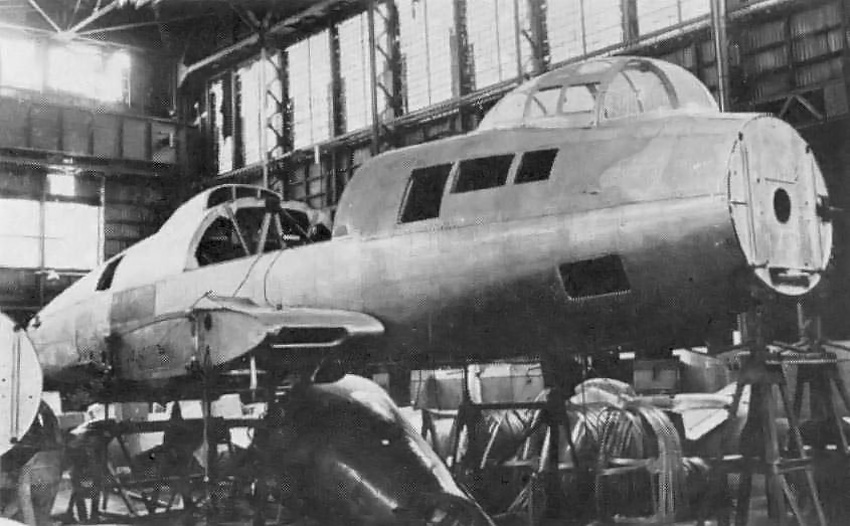
Фюзеляж другого екземпляра R2Y1.

Флот видав нову специфікацію «18-Сі», на основі якої був розроблений новий літак, який отримав заводське позначення Y-40 та офіційне R2Y1. Основною ідеєю було використання двигуна Aichi-10 (На-70) — два спарені двигуни Atsuta-30, розміщених у фюзеляжі за кабіною пілота. Така схема використовувалась у німецькому літаку Heinkel He 119, закупленому Японією у 1940 році.
Але після поразки Японії у битві у Філіппінському морі та наближенням фронту до берегів метрополії зникла потреба у дальньому морському розвіднику.
Наприкінці 1944 року Арсенал флоту запропонував зробити на базі R2Y реактивний бомбардувальник. Для цього на місці спареного двигуна планувалось встановити паливний бак, а під крилом встановити два турбореактивні двигуни  Mitsubishi Ne-330. Бомбове навантаження мало складатись з однієї 800-кг бомби, у носовій частині мала бути розміщена батарея з чотирьох 30-мм гармат. Планувалось досягнути швидкості 780 км/год. на висоті 10 000 м.
Флот схвалив даний проєкт, і поки дороблявся двигун, було вирішено виготовити гвинтовий прототип R2Y1 для аеродинамічних випробувань. Паралельно конструктори розпочали роботи над варіантом R2Y2-Kai, в якому двигуни мали бути розміщені в корпусі. За рахунок зменшення аеродинамічного опору літак мав би розвивати швидкість 800 км/год., і таким чином, він став би найшвидшим літаком Другої світової війни.

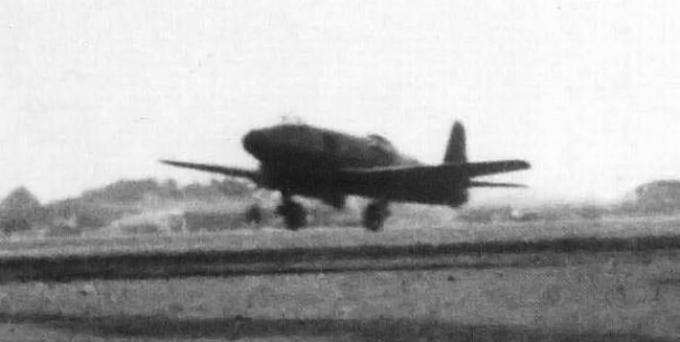
Перший політ R2Y1. 8 травня 1945.

У квітні 1945 року дослідний гвинтовий R2Y1 розпочав випробування на авіабазі в Кісарадзу, де були виявлені проблеми з шасі та перегрівом двигуна. Перший політ відбувся 8 травня 1945 року. Він був нетривалий через різке зростання температури масла. Через декілька днів з'ясувалось, що необхідно замінити двигун. Але незабаром літак був зруйнований під час нальоту американської авіації.
Другий екземпляр R2Y1 та прототип R2Y2, які будувались в арсеналі в Йокосуці, до закінчення війни завершені не були.

## Тактико-технічні характеристики (R2Y1)

### Технічні характеристики
- Екіпаж: 2 особи
- Довжина: 13,05 м
- Висота: 4,24 м
- Розмах крил: 14,00 м
- Площа крил: 34,00 м²
- Маса пустого: 6 015 кг
- Маса спорядженого: 8 100 кг
- Максимальна маса зльоту: 9 400 кг
- Навантаження на крило: 238.2 кг/м²
- Двигуни: Aichi Ha-70
- Потужність: 3 400 к. с.
- Питома потужність: 2.4 кг/к.с.

### Льотні характеристики
- Максимальна швидкість: 770 км/год.
- Крейсерська швидкість: 460 км/год
- Дальність польоту: 3 610 км
- Практична стеля: 12 700 м
- Швидкість підйому: на 10 000 м. за 10 хв.

## Модифікації
- R1Y1 «Сеюн» («Блакитна хмара») — проєкт розвідника з двигунами Mitsubishi MK10A
- R2Y1 «Кеюн» («Периста хмара») — проєкт гвинтового бомбардувальника
- R2Y2 — проєкт реактивного бомбардувальника з розміщенням двигуна у крилах
- R2Y2-Kai — проєкт реактивного бомбардувальника з розміщенням двигуна у фюзеляжі літака